# Seborré
Seborroiskt eksem, pityrodeseksem, är en hudsjukdom. Den uppträder till följd av seborré, det vill säga att avsöndringen av talg från talgkörtlarna ökar betydligt. Seborroiskt eksem är ofta förknippat med mjällbildning på huvudets hårbotten.
Seborré hos vuxna är bestående och tillståndet kan uppträda till och från under återstoden av den drabbades livstid. Eksemen blossar ofta upp i samband med att vädret blir kallt och torrt. Stress är en annan faktor som kan få eksemen att blossa upp. Seborré är generellt sett allvarligare hos män än hos kvinnor. Tillståndet uppträder vanligtvis för första gången i samband med puberteten och når sin höjd när personen befinner sig i 40-årsåldern. Hos äldre människor är tillståndet förekommande men mindre allvarligt.